# Коловодник попелястий
Коловодник попелястий (Tringa brevipes) — вид сивкоподібних птахів родини баранцевих (Scolopacidae).

## Поширення
Птах гніздиться на півночі Сибіру від дельти Єнісею до Чукотського півострова, а також на Камчатці. Місцем проживання є береги річок з кам'янистим руслом у гірських районах. Зимує в прибережних районах Індонезії та Австралазії, проте декілька птахів зареєстровано на зимівлі навколо гарячих джерел на півострові Камчатка.

## Опис
Довжина тіла від 24 до 27 сантиметрів. Розмах крил становить від 50 до 65 сантиметрів. Вага коливається від 85 до 115 грам. У шлюбному оперенні череп, потилиця, хвіст і надкрила блідо-сірого кольору. Пір'я частково мають білі кінчики, що надає верхній частині тіла злегка плямистий малюнок. Від чола до потилиці проходить яскрава біла смуга очей. Друга, темніша смуга проходить від основи дзьоба над очима. Темні очі оточені дуже тонким білим очним кільцем, яке особливо помітно завдяки темній смужці очей. Щоки, передня частина шиї та передня частина грудей, а також боки грудей мають дрібну сіру риску. Черево біле.